# صلیب نظامی
صلیب نظامی (انگلیسی: Military Cross) نشان نظامی سطح سوم (سطح دوم آن تا پیش از سال ۱۹۹۳ اهدا می‌شد) است، که به افسران و (از سال ۱۹۹۳ به بعد) درجه‌های دیگر نیروهای مسلح بریتانیا اعطا می‌شود و پیش‌تر به افسران سایر کشورهای مشترک‌المنافع نیز اعطا می‌شد. نشان صلیب نظامی به منظور به رسمیت شناختن «یک عمل یا اقدامات شجاعانه مثال‌زدنی در طول عملیات نظامی بر ضد دشمن در زمین» به اعضای نیروهای مسلح بریتانیا، در هر درجه‌ای اعطا می‌شود.